# Milchfeld

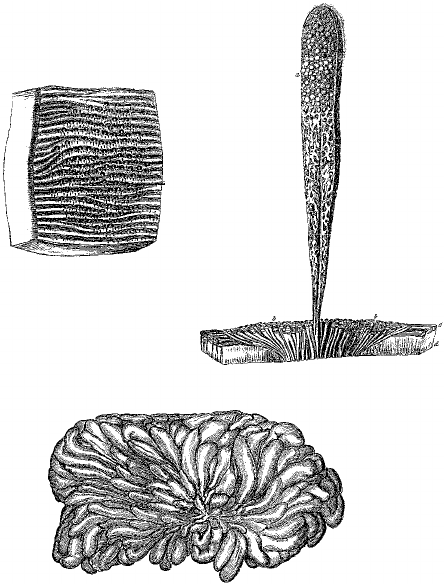
Die Milchdrüse des Schnabeltiers, Richard Owen, 1832

Der Begriff Milchfeld oder Milchdrüsenfeld ist ein Fachbegriff aus dem Bereich der Zoologie im Bereich der Fortpflanzung.
Die Kloakentiere (eierlegende Säugetiere) unterscheiden sich von den lebendgebärenden Säugern (Beuteltiere und Höhere Säugetiere) auch darin, dass sie keine Zitzen haben, um ihre Jungtiere im Säuglingsalter mit Muttermilch zu versorgen. Sie haben stattdessen etwa 150 Milchdrüsen unter ihrem Fell in einem genau festgelegten Bereich (Feld), aus welchen Milch austritt. Diesen Bereich nennt man Milchfeld.